# Jolyon Palmer
Jolyon Palmer (Horsham, 20 januari 1991) is een Brits autocoureur. Hij is de zoon van voormalig Formule 1-coureur Jonathan Palmer en de oudere broer van eveneens autocoureur Will Palmer. Hij won in 2014 de GP2 Series. Palmer werd in januari 2015 aangesteld als testrijder bij het Formule 1-team Lotus. In 2016 maakte hij zijn Formule 1-racedebuut voor dit team, dat overgenomen werd door Renault. Sinds 2023 is hij co-commentator bij Channel 4 en F1 TV. 

## Carrière
- 2005: T Cars Herfstklasse, team onbekend.
- 2006: T Cars, team PalmerSport Junior.
- 2006: T Cars Herfstklasse, team PalmerSport Junior (4 overwinningen, kampioen).
- 2007: Formule Palmer Audi, team onbekend (2 overwinningen).
- 2007: T Cars, team PalmerSport Junior (2 races, 2 overwinningen).
- 2008: Formule Palmer Audi, team Comma Oil (1 overwinning, 3e in kampioenschap).
- 2008: Formule Palmer Audi Herfstklasse, team onbekend (3e in kampioenschap).
- 2008: Formule Palmer Audi Shootout, team onbekend (3e in kampioenschap).
- 2009: Formule Palmer Audi, team PalmerSport (8 races).
- 2009: Formule 2, team MotorSport Vision.
- 2010: Formule 2, team MotorSport Vision (5 overwinningen, 2e in kampioenschap).
- 2011: GP2 Asia Series, team Arden International.
- 2011: GP2 Series, team Arden International.
- 2011: GP2 Final, team Barwa Addax Team.
- 2011: Formule 2, team PalmerSport.
- 2012: GP2 Series, team iSport International (1 overwinning).
- 2013: GP2 Series, team Carlin (2 overwinningen).
- 2014: GP2 Series, team DAMS (4 overwinningen, kampioen).
- 2015: Formule 1, team Lotus (testrijder).
- 2016: Formule 1, team Renault.
- 2017: Formule 1, team Renault.

## Formule 1-carrière
Na het winnen van de GP2-titel in 2014 mocht Palmer rijden voor Force India tijdens de zogeheten Young Driver's Test op het Yas Marina Circuit als afsluiter van het seizoen. in 2015 werd hij aangesteld als testrijder van het Formule 1-team van Lotus, waar hij tijdens dertien van de negentien Grands Prix een vrije training op vrijdag mocht rijden.
In 2016 werd Palmer gepromoveerd naar een racezitje bij Lotus, dat inmiddels een fabrieksteam was geworden na de overname door Renault. Oorspronkelijk zou hij Pastor Maldonado als teamgenoot krijgen, maar deze werd door Renault vervangen door Kevin Magnussen. Hij kende een goede debuutrace met een elfde plaats in Australië, maar kreeg het snel hierna lastig, aangezien de auto van Renault grotendeels ontwikkeld was door het bijna failliete Lotus. In de tweede helft van het seizoen zette hij betere resultaten neer, met als hoogtepunt een tiende plaats tijdens de Grand Prix van Maleisië. Hierdoor eindigde hij met één WK-punt op de achttiende plaats in het kampioenschap.
In 2017 bleef Palmer bij Renault rijden, maar kreeg hij met Nico Hülkenberg wel een nieuwe teamgenoot. Het werd al snel duidelijk dat Hülkenberg veel sneller was dan Palmer: waar Hülkenberg zesmaal punten scoorde in de eerste twaalf races van het seizoen, moest Palmer wachten tot de Grand Prix van Singapore tot zijn eerste puntenfinish met een indrukwekkende zesde plaats. Ook in de kwalificaties was Hülkenberg altijd sneller; als enige coureur op de grid was Palmer nooit sneller dan zijn teamgenoot in de kwalificatie. Op 7 oktober 2017 werd bekend dat Palmer de volgende dag in Japan zijn laatste race zou rijden voor Renault en dat hij vanaf de volgende race, de Grand Prix in de Verenigde Staten vervangen zou worden door Carlos Sainz jr..

## Resultaten

### Formule 2
| Jaar | 1      | 2       | 3       | 4      | 5      | 6       | 7       | 8       | 9      | 10     | 11     | 12      | 13     | 14    | 15     | 16     | 17    | 18     | Rang | Punten |
| ---- | ------ | ------- | ------- | ------ | ------ | ------- | ------- | ------- | ------ | ------ | ------ | ------- | ------ | ----- | ------ | ------ | ----- | ------ | ---- | ------ |
| 2009 | VAL 21 | VAL Ret | BRN 10  | BRN 14 | SPA 16 | SPA Ret | BRH 12  | BRH 16  | DON 16 | DON 12 | OSC 15 | OSC 19  | IMO 12 | IMO 6 | CAT 13 | CAT 11 |       |        | 21e  | 3      |
| 2010 | SIL 1  | SIL 2   | MAR Ret | MAR 5  | MON 1  | MON 1   | ZOL 2   | ZOL 2   | ALG 1  | ALG 2  | BRH 8  | BRH Ret | BRN 5  | BRN 1 | OSC 3  | OSC 12 | VAL 7 | VAL 13 | 2e   | 242    |
| 2011 | SIL    | SIL     | MAG     | MAG    | SPA    | SPA     | NÜR DNS | NÜR DNS | BRH    | BRH    | RBR    | RBR     | MON    | MON   | CAT    | CAT    |       |        | NC   | 0      |

### Overzicht Formule 1-carrière
| Jaar/jaren    | Team    |
| ------------- | ------- |
| 2016 t/m 2017 | Renault |

|                       | 2016 | 2017 | Totaal |
| --------------------- | ---- | ---- | ------ |
| Aantal races          | 21   | 16   | 37     |
| Aantal zeges          | 0    | 0    | 0      |
| Aantal polepositions  | 0    | 0    | 0      |
| Aantal snelste ronden | 0    | 0    | 0      |
| Aantal podiumplaatsen | 0    | 0    | 0      |
| Aantal WK-punten      | 1    | 8    | 9      |
| Positie WK            | 18   | 17   |        |

#### Totale Formule 1-resultaten
| Seizoen | Inschrijving                   | Chassis          | Motor                     | 1       | 2       | 3      | 4       | 5      | 6       | 7       | 8       | 9      | 10      | 11     | 12     | 13      | 14      | 15     | 16     | 17     | 18     | 19     | 20      | 21     | Pos | Punten |
| ------- | ------------------------------ | ---------------- | ------------------------- | ------- | ------- | ------ | ------- | ------ | ------- | ------- | ------- | ------ | ------- | ------ | ------ | ------- | ------- | ------ | ------ | ------ | ------ | ------ | ------- | ------ | --- | ------ |
| 2015    | Lotus F1 Team                  | Lotus E23 Hybrid | Mercedes PU106B Hybrid V6 | AUS     | MAL     | CHN TC | BHR TC  | SPA TC | MON     | CAN     | OOS TC  | GBR TC | HON TC  | BEL TC | ITA TC | SIN     | JPN TC  | RUS TC | VST    | MEX TC | BRA TC | ABU TC |         |        | -   | -      |
| 2016    | Renault Sport F1 Team          | Renault RS16     | Renault RE16 V6           | AUS 11  | BHR DNS | CHN 22 | RUS 13  | SPA 13 | MON DNF | CAN DNF | EUR 15  | OOS 12 | GBR DNF | HON 12 | DUI 19 | BEL 15  | ITA DNF | SIN 15 | MAL 10 | JPN 12 | VST 13 | MEX 14 | BRA DNF | ABU 17 | 18  | 1      |
| 2017    | Renault Sport Formula One Team | Renault R.S.17   | Renault R.E.17 V6         | AUS DNF | CHN 13  | BHR 13 | RUS DNF | SPA 15 | MON 11  | CAN 11  | AZE DNF | OOS 11 | GBR DNS | HON 12 | BEL 13 | ITA DNF | SIN 6   | MAL 15 | JPN 12 | VST    | MEX    | BRA    | ABU     |        | 17  | 8      |